# Venezillo dugesi
Venezillo dugesi är en kräftdjursart som först beskrevs av Dollfus 1896D.  Venezillo dugesi ingår i släktet Venezillo och familjen Armadillidae. Inga underarter finns listade i Catalogue of Life.